# Abdel Abqar
Abdelkabir Abqar (ur. 10 marca 1999 w Sattat) – marokański piłkarz, grający na pozycji środkowego obrońcy. Reprezentant Maroka.